# Cimarrons jamaicans
Els cimarrons jamaicans (o cimarrons de Jamaica) són els membres d'un grup ètnic els descendents dels quals foren afroamericans que van lluitar i es van escapar de l'esclavitud i van establir comunitats lliures a l'interior muntanyós de Jamaica durant l'era de l'esclavitud a l'illa. Els esclaus africans van començar a ser importats a l'illa durant el període espanyol, que ja va veure els primers esclaus fugitius, que sembla que es van mixturar amb els nadius arawak. La majoria dels esclaus van obtenir la llibertat quan els britànics van atacar Jamaica i la van posar sota el domini de l'Imperi Britànic el 1655. A partir d'aquell moment, els "runaways" (fugitius) foren coneguts amb el nom de "maroons" (cimarrons).
Els cimarrons de la banda de sobrevent de l'illa i els de Cockpit Country van resistir a la conquesta britànica durant la Primera Guerra Cimarrón i la Segona Guerra Cimarrón el 1781.

## Història
Quan l'Imperi Britànic va conquerir Jamaica el 1655, els colonialistes espanyols van fugir abandonant un gran nombre d'esclaus africans. Aquests antics esclaus dels espanyols van crear tres palenques o assentaments. Els antics esclaus es van organitzar sota el lideratge de Juan de Serras, un aliat de les guerrilles espanyoles que estaven assentades a l'extrem oest del Cockpit Country; Els cimarrons de Juan de Bolas es van establir a l'actual Parròquia de Clarendon i van servir com a milícia negre per als anglesos. A més a més, també hi havia un tercer grup de cimarrons que ja s'havien escapat prèviament dels espanyols i s'havien casat amb arawaks. Cada grup de cimarrons va establir comunitats independents a l'interior muntanyós de Jamaica i van poder sobreviure gràcies a la ramaderia i a fer ràtzies periòdics contra les plantacions. Amb el temps, els cimarrons van poder obtenir el control de grans zones de l'interior de l'illa.
Aquests raids contra les plantacions van ser la causa de la Primera Guerra Cimarrón. Els dos principals grups cimarrons que existien al segle xviii ere les tribus de Leeward i de Windward; la primera estava liderada per Cudjoe a Trelawny Town i la segona per la seva germana, la Reina Nanny (i després per Quao). La Reina Nanny, que també era coneguda amb el nom de Granny Nanny va morir a la dècada de 1700 i és l'única dona que pertany a la llista dels Herois Nacionals de Jamaica. Va ser immortalitzada per cançons i llegendes. La Reina era coneguda pel seu lideratge excepcionalment hàbil, sobretot comandant la guerrilla que va ser molt important a la Primera Guerra Cimarrón, a principis del segle xviii. Se suposa que els seves restes estan enterrades a "Bump Grave·, a Moore Town, la ciutat principal dels cimarrons de Windward (sobrevent), que es concentraven al llarg del vall del Rio Grande, al nord-est de la Parròquia de Portland.
Entre el 1739 i el 1740, el governador britànic Edward Trelawny va signar un tractat de pau amb els cimarrons prometent-los 2.500 acres (10 km²) en dues localitzacions. Ells volien romandre en les seves cinc ciutats principals: Accompong, Trelawny Town, Charles Town, Scotts Hall i Nanny Town (actualment anomenada Moore Town), en les que vivien sota el govern del seu propi cap amb un superintendent britànic. A canvi, ells van acordar no ajudar els esclaus fugitius, si no que ajudarien als britànics a capturar-los. Els britànics pagarien dos dòlars per cada esclau retornat.
Aquesta última clàusula del tractat va causar tensions entre els cimarrons i els afrojamaicans esclaus, que abans havien pogut escapar-se de les plantacions per anar als assentaments cimarrons. En aquest tractat també s'hi va acordar lluitar al costat dels britànics en el cas d'un hipotètic atac d'altres forces europees a la regió (franceses o espanyoles).
De totes maneres, quan el 1795 a Jamaica hi va governar un governador nou que va començar a maltractar els cimarrons, les tensions entre els plantadors i els cimarrons van tornar a augmentar fins que es va iniciar la Segona Guerra Cimarrón. En aquesta no hi van participar els cimarrons Accompong, que es van mantenir neutrals i no foren atacats pels anglesos. Els britànics van lluitar amb 100 gossos cubans i 5.000 soldats. Al final de la guerra, l'exèrcit britànic havia destruït tots els assentaments cimarrons excepte Accompong. Els cimarrons es van rendir amb la condició que no serien deportats, però, un any després, 568 cimarrons foren transportats a Nova Escòcia, Canadà, on la Corona Britànica havia proveït terres pel reassentament dels legalistes negres dels Estats Units després de la Guerra d'Independència dels Estats Units.

## Actualitat
En l'actualitat els cimarrons de Jamaica conformen una entitat autònoma i separada de la cultura jamaicana. L'aïllament era un avantatge pels seus avantpassats i això ha portat que les seves comunitats s'establissin a les zones menys accessibles de l'illa.
En les zones que els britànics els van atorgar amb els tractats originals hi ha onze comunitats cimarrones. A aquí els cimarrons hi continuen fent les seves pràctiques i celebracions tradicionals, algunes de les quals tenen arrels d'Àfrica Occidental. Els jamaicans i els turistes poden ser presents a molts d'aquests esdeveniments, tot i que n'hi ha que encara romanen en secret. Els cants, les danses, el so dels timbals i la preparació de menjars tradicionals formen una part central de la majoria d'aquestes reunions. Al seu poble més important, Accompong, a la Parròquia de St. Elizabeth, els cimarrons Leeward encara conformen una comunitat vibrant d'unes 600 persones. Hi ha tours per als turistes que viatgen al país i el 6 de gener s'hi celebra un festival important que commemora el tractat de pau amb els britànics després de la Primera Guerra Cimarrón.
L'herència cimarron de Moore Town va ser considerada Patrimoni Cultural Immaterial de la Humanitat per part de la Unesco EL 2008.

## Àkans
Almenys una part dels cimarrons eren d'origen àkan, membres d'un grup humà que viuen a l'actual Ghana. Ells van posar noms àkans als seus fills en diverses formes, basats en el dia de la setmana en què havia nascut:
Diumenge: 	Quashie / Quasheda
Dilluns: Cudjoe / Kujo / Juda
Dimarts: 	Bene 	Cobena / Benada
Dimecres: 	Quaco 	Cooda
Dijous: 	Quaw 	Aba / Yaoda
Divendres: 	Cuffe 	Fida
Dissabte: 	Quamin 	Miminda
El consell d'una comunitat cimarrón s'anomena Asofo, que prové d'una paraula àkan que significa assemblea, església o societat (asafo).

## Filmografia i còmics
- 1984 - Caribbean Crucible. De: Repercussions: A Celebration of African-American Music sèrie de televisió, programa 6. Dirigit per Dennis Marks and Geoffrey Haydon.
- 2010 -Dread & Alive: sèrie de còmics editada per Zoolook basada en els cimarrons jamaicans.[11]